# Herb gminy Krasne (województwo mazowieckie)
Herb gminy Krasne – symbol gminy Krasne, autorstwa Roberta Szydlika, ustanowiony 18 czerwca 2017.

## Wygląd i symbolika
Herb przedstawia na tarczy w polu błękitnym godło herbu Ślepowron. Krasne jest gniazdem rodowym Krasińskich herbu Ślepowron. 14 grudnia 1754 r. król August III Sas wydał przywilej lokacyjny dla miasta Krasne, w którym również nadał dla miasta herb Ślepowron.